# Ruslan Ilgarowitsch Fischtschenko
Ruslan Ilgarowitsch Fischtschenko (russisch Руслан Ильгарович Фищенко; * 9. Juni 2000 in Moskau) ist ein russischer Fußballspieler.

## Karriere
Fischtschenko begann seine Karriere bei ZSKA Moskau. Im Januar 2018 verließ er ZSKA. Nach einem Halbjahr ohne Klub schloss er sich zur Saison 2018/19 der Jugend des FK Rostow an. Im Februar 2019 wechselte er zum Drittligisten Weles Moskau. Bis Saisonende kam er aber nicht zum Einsatz. In der Saison 2019/20 absolvierte er dann bis zum COVID-bedingten Saisonabbruch zwölf Partien in der Perwenstwo PFL. Mit Weles stieg er in die Perwenstwo FNL auf. Im August 2020 gab er anschließend sein Zweitligadebüt. In der Saison 2020/21 kam er zu 39 Einsätzen für Weles.
Zur Saison 2021/22 wechselte Fischtschenko zum Erstligisten FK Ufa. Im Juli 2021 debütierte er gegen ZSKA in der Premjer-Liga. In seiner ersten Erstligaspielzeit kam er zu 27 Einsätzen, mit Ufa stieg er zu Saisonende aber in die FNL ab. In der zweiten Liga absolvierte er in der Saison 2022/23 bis zur Winterpause 18 Spiele. Im Januar 2023 wechselte er innerhalb der Liga zu Rodina Moskau.